# Torre del Rocadillo
La Torre del Rocadillo, també anomenada Torre del Gallo, és una torre de guaita situada al conjunt arqueològic de Carteia, prop de la platja de Guadarranque de la badia d'Algesires, al municipi de San Roque, província de Càdis. Construïda al segle xvi per l'enginyer Juan Pedro Livadote, per ordre de Felip II, per tal de protegir les poblacions costaneres dels pirates barbarescos. Servia de transmissió dels senyals d'avís entre la torre d'Entrerríos, al costat del riu Palmones, i la plaça forta de Gibraltar. Tenia assignats 2 torrers, amb un sou de 500 morabatins al mes, que havien d'atalaiar de dia, i escoltar de nit. Està declarada Bé d'Interès Cultural.

## Etimologia
El nom de Rocadillo és degut al 'cortijo' proper, que tenia aquest nom. Ja el 1588 s'anomenava així a la torre. Algun cop se l'ha anomenat Torre del Gallo per la punta anomenada així situada immediatament al nord del seu emplaçament.

## Descripció
De planta quadrada, igual que les altres torres de la badia, enlloc de rodona, que és el que estipulava el 'Real Consejo de Guerra'. Té 12 metres d'alçada, sent la meitat inferior un cos massís. Hi ha la cambra de guàrdia, a la que s'hi arribava per mitjà d'una escala de corda. Es tracta d'una estança voltada on hi ha una xemeneia de tir vertical i una estreta finestra des d'on es veu la desembocadura del riu Guadarranque. L'accés a la plataforma superior es fa per una escala de cargol parcialment conservada. En aquesta terrassa s'encenien, davant de qualsevol perill, les fogueres d'avís, amb fum si era de dia i amb foc si era de nit, complint així la seva funció de torre alimara. Rematen la part superior de la torre, als quatre costats, uns matacans.